# سوسک سیاه قالی (سرده)
سوسک سیاه قالی (سرده) (نام علمی: Attagenus) نام یک سرده از تیره سوسک‌های چرم‌خوار است.
این حشره هنگام پرواز، قاب بال های خود را باز می کند و با بال های خود پرواز می کند و قاب بال های او کاملا بی حرکت است. شاخک های این حشره، مانند شاخک های مورچه کج است. زیر قاب بال ها، بال هایی وجود دارد که می تواند با آن ها پرواز کند. این حشره با داشتن قلاب و پرز هایی روی دست و پای خود می تواند از سطح های صاف بالا برود. این سوسک هنگامی که ضربه می خورد، قاب بال های خود را باز می کند و تلاش می کند تا پرواز کند و از آن محل فرار کند و این کار جواب نمی دهد، اگر این سوسک روی زمین باشد دیگر راه فراری ندارد چون باید برای نجات دادن خود از جایی خود را پرت کند. اگر سوسک روی دیوار یا سقف باشد می تواند خودش را نجات دهد چون می تواند خودش را پرت کند و همین باعث می شود بتواند پرواز کند و آن محل را ترک کند. این سوسک در شب وقتی نور را می بیند قاب بال های خود را باز می کند و آماده برای پرواز می شود و بعد از آماده شدن برای پرواز به سمت نور پرواز می کند. این سوسک از پر و غیره تغذیه می کند. همچنین این سوسک در روز وقتی خورشید را می بیند پرواز می کند.